# Thomas Haury
Thomas Haury (* 1959) ist ein deutscher Soziologe.
Haury studierte Soziologie und Geschichte und wurde im Februar 2001 an der Universität Freiburg promoviert. Derzeit (2015) ist er in verschiedenen Bildungseinrichtungen tätig.
Er arbeitet zu den Themen Antisemitismus, Nationalismus, Antiamerikanismus und Fundamentalismus.

## Publikationen
- mit Léon Poliakov: Vom Antizionismus zum Antisemitismus. Mit einem Vorwort von Detlev Claussen und einem Beitrag von Thomas Haury (Originaltitel: De l’antisionisme à l’antisémitisme, übersetzt von Franziska Sick). ça ira, Freiburg im Breisgau 1992, ISBN 3-924627-31-2.
- Antisemitismus von links: Kommunistische Ideologie, Nationalismus und Antizionismus in der frühen DDR. Hamburger Edition, Hamburg 2002, ISBN 3-930908-79-4 (Dissertation Universität Freiburg im Breisgau 2001 unter dem Titel: Das „werktätige“ Volk und seine Feinde, 527 Seiten).
- Antisemitismus von Links – Facetten der Judenfeindschaft. Aktion Courage e.V., Berlin 2019, ISBN 978-3-933247-75-9.
- Antisemitismus gegen Israel (zusammen mit Klaus Holz). Hamburger Edition, Hamburg 2021, ISBN 978-3-86854-355-1.